# Daniel James
Daniel Owen James (Kingston upon Hull, 10 de novembro de 1997) é um futebolista anglo-galês que atua como ponta e meia. Atualmente joga pelo Leeds United e pela Seleção Galesa.

## Carreira

### Início
James nasceu na cidade de Kingston upon Hull, em East Riding of Yorkshire, filho de Elaine e Kevan James. Cresceu perto da vila de South Cave e estudou na South Hunsley School, em Melton.

### Swansea City
Após alguns anos na base do Hull City, clube de sua cidade natal, James ingressou no Swansea em 2014 por uma taxa de 72.000 de euros, entrando no Sub-18. Na temporada 2016-17, James foi integrado ao time sub-23 de Swansea, que ganhou a promoção para a Divisão 1 do USL League Two, ganhando o campeonato com 11 pontos de vantagem. Além disso, também contribuiu para o time ganhar a Copa da Premier League e chegar às semifinais da Copa Internacional da Premier League, de chegar às quartas-de-final do Troféu EFL.
Com seus bons desempenhos na categoria de base, James foi integrado pela primeira vez a uma partida do time profissional em janeiro de 2016, na derrota de 3–2 para o Oxford United na FA Cup. Apesar de James não ter feito nenhuma partida pelo time profissional na época, na semana seguinte teve seu contrato estendido por mais três anos. Em outubro de 2016, foi novamente integrado para a artigo contra o Stoke City na Premier League.

### Shrewsbury Town
Em 30 de junho de 2017, foi anunciado seu empréstimo ao Shrewsbury Town até o fim da temporada. Acabou não atuando em nenhuma partida pelo clube, tendo sido apenas integrwdo a uma partida pelo time na Primeira Rodada da EFL Cup contra o Nottingham Forest. Com isso, acertou sua rescisão de contrato amigavelmente em 31 de agosto de 2017.

### Retorno ao Swansea
Em 6 de fevereiro de 2018, fez sua estreia na equipe principal do Swansea e marcou um dos gols da goleada de 8–1 sobre o Notts County na FA Cup de 2017–18.
Em dezembro de 2018, tendo se firmado na equipe e sendo um dos destaque, o técnico Graham Potter revelou que o clube estava procurando abrir negociações com James sobre um novo contrato por sua importância no time. Marcou seu segundo gol na temporada em um empate de 3–3 com o Birmingham.
Em 31 de janeiro de 2019, com James expressando seu desejo de deixar Swansea para se juntar, um valor de 10 milhões de euros foi acordado entre os dois clube. Entretanto, após a especulação de um desacordo entre os proprietários de Swansea e seu presidente a respeito da estrutura do negócio apenas uma hora antes do prazo da janela de transferência, a transferência acabou não se concretizando.
Depois que Swansea não completou o acordo, seu agent disse que foi "muito decepcionante" e afirmou que o "Swansea não fez nenhuma tentativa de manter o jogador e ao primeiro sinal de dinheiro eles não puderam mostrar-lhe a porta com rapidez suficiente".

### Manchester United

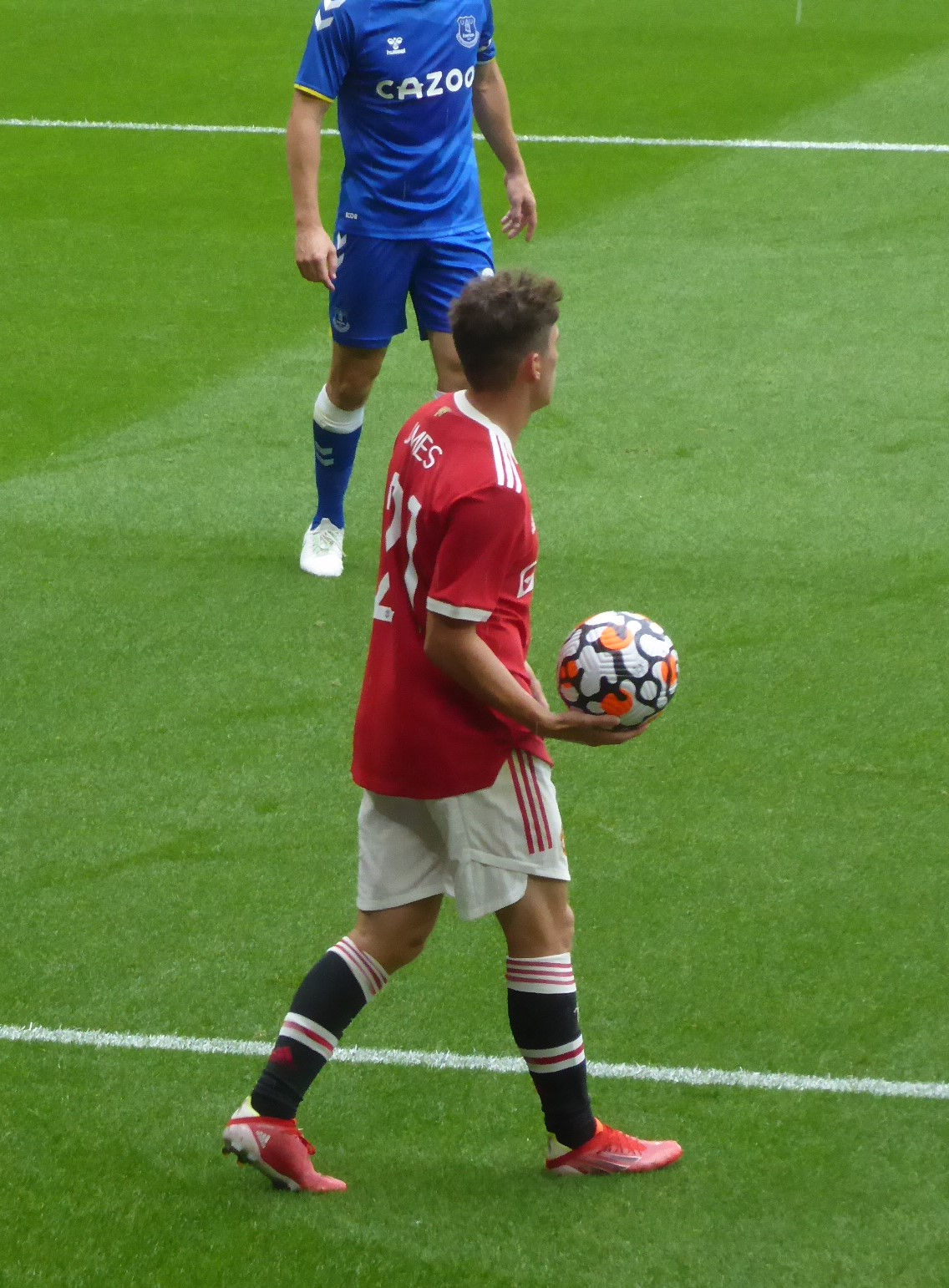
James atuando pelo Manchester United em 2021

Em 6 de junho de 2019, James foi submetido a um exame médico no Manchester United, antes de transferir-se por 15 milhões de libras esterlinas com potencial para pagamentos adicionais. No dia seguinte, o United anunciou que tinha chegado a um acordo, "em princípio", com o Swansea para a assinatura do contrato. Em 12 de junho de 2019, foi anunciado oficialmente como novo reforço dos Red Devils por cinco anos, com opção de prorrogação por mais um ano.
Marcou seu primeiro gol pelo clube em sua estreia, saindo do banco para marcar o gol final do United em uma vitória de 4–0 sobre o Chelsea. Também marcou na derrota do United por 2–1 para o Crystal Palace. Em apenas seu quarto jogo pelo United, fez seu terceiro gol pelo no empate de 1–1 com Southampton, que mais tarde foi votado como o "gol do mês" pelos torcedores do United. James também foi eleito Jogador do Mês do United para agosto. Em março de 2020, Daniel James encerrou uma seca de sete meses sem gols ao marcar um gol na vitória de 5–0 sobre o LASK, o último jogo antes da suspensão do futebol causada pela pandemia de COVID-19.
No dia 20 de dezembro de 2020, James marcou seu primeiro gol na temporada na goleada por 6–2 sobre o Leeds United. Em 2 de fevereiro de 2021, marcou um dos gols na goleada de 9–0 sobre Southampton.

### Leeds United
Em 31 de agosto de 2021, foi anunciado como novo reforço do Leeds e assinou contrato por cinco anos, com a transferência girando em torno de 25 milhões de euros. Fez seu primeiro gol pelo Leeds na derrota de 2–1 para o Tottenham Hotspur em 21 de novemhro de 2021.

### Fulham
Em 1 de setembro de 2022, James foi emprestado para o Fulham até o fim da temporada de 2022–23.

## Seleção Galesa

### Base
Apesar de nascido na Inglaterra, James pode jogar por País de Gales devido a seu pai, Kevan, ter nascido em Aberdare. Convocado para representar Gales no Torneio de Toulon, fez o gol da vitória sobre o Bahrein por 1–0 após converter o pênalti sofrido si mesmo.

### Principal
James recebeu sua primeira convocação à Seleção Galesa Principal nas Eliminatórias para Copa de 2018, na partida contra a Sérvia em 2017 e fez sua estreia em novembro de 2018 em partida contra a Albânia, atuando nos 58 primeiros minutos da partida. Marcou seu primeiro gol em sua segunda partida pela Seleção, na vitória por 1–0 sobre a Eslováquia. Fez também um gol na vitória sobre a Bielorrússia em setembro de 2019.
Em maio de 2021, foi um dos convocados para representar seu país na Eurocopa de 2020. E em novembro de 2022, foi um dos convocados para disputar a Copa do Mundo FIFA de 2022 no Catar.

## Estilo de jogo
James também pode atuar como ala e meia atacante, Destacando-se pela qualidade no passe e habilidade.

## Estatísticas
Atualizadas até dia 22 de novembro de 2022.

### Clubes
| Clube             | Temporada         | Campeonato Nacional | Campeonato Nacional | Copa nacional | Copa nacional | Competições continentais | Competições continentais | Outros torneios | Outros torneios | Total | Total |
| Clube             | Temporada         | Apps                | Goals               | Jogos         | Gols          | Jogos                    | Gols                     | Jogos           | Gols            | Jogos | Gols  |
| ----------------- | ----------------- | ------------------- | ------------------- | ------------- | ------------- | ------------------------ | ------------------------ | --------------- | --------------- | ----- | ----- |
| Swansea City      | 2017–18           | 0                   | 0                   | 1             | 1             | —                        | —                        | —               | —               | 1     | 1     |
| Swansea City      | 2018–19           | 33                  | 4                   | 5             | 1             | —                        | —                        | —               | —               | 38    | 5     |
| Swansea City      | Total             | 33                  | 4                   | 6             | 2             | —                        | —                        | —               | —               | 39    | 6     |
| Shrewsbury Town   | 2017–18           | 0                   | 0                   | 0             | 0             | —                        | —                        | 0               | 0               | 0     | 0     |
| Manchester United | 2019–20           | 33                  | 3                   | 7             | 0             | 6                        | 1                        | —               | —               | 46    | 4     |
| Manchester United | 2020–21           | 15                  | 3                   | 2             | 0             | 9                        | 2                        | —               | —               | 26    | 5     |
| Manchester United | 2021–22           | 2                   | 0                   | —             | —             | —                        | —                        | —               | —               | 2     | 0     |
| Manchester United | Total             | 50                  | 6                   | 4             | 0             | 15                       | 3                        | —               | —               | 74    | 9     |
| Leeds United      | 2021–22           | 32                  | 4                   | 3             | 0             | —                        | —                        | —               | —               | 35    | 4     |
| Leeds United      | 2022–23           | 4                   | 0                   | 1             | 0             | —                        | —                        | —               | —               | 5     | 0     |
| Leeds United      | Total             | 36                  | 4                   | 1             | 0             | —                        | —                        | —               | —               | 40    | 4     |
| Fulham            | 2022–23           | 8                   | 1                   | 0             | 0             | —                        | —                        | —               | —               | 8     | 1     |
| Total na carreira | Total na carreira | 127                 | 15                  | 10            | 2             | 15                       | 3                        | 4               | 1               | 165   | 21    |

### Seleção Galesa
| Seleção       | Ano   | Anos | Gols |
| ------------- | ----- | ---- | ---- |
| País de Gales | 2018  | 1    | 0    |
| País de Gales | 2019  | 9    | 2    |
| País de Gales | 2020  | 7    | 1    |
| País de Gales | 2021  | 13   | 2    |
| País de Gales | 2022  | 10   | 0    |
| Total         | Total | 40   | 5    |

#### Gols pela Seleção
| # | Data                   | Local                                        | Adversário   | Gol | Resultado | Competição                                  |
| - | ---------------------- | -------------------------------------------- | ------------ | --- | --------- | ------------------------------------------- |
| 1 | 24 de março de 2019    | Cardiff City Stadium, Cardiff, País de Gales | Eslováquia   | 1–0 | 1–0       | Eliminatórias da Eurocopa de 2020           |
| 2 | 9 de setembro de 2019  | Cardiff City Stadium, Cardiff, País de Gales | Bielorrússia | 1–0 | 1–0       | Amistoso                                    |
| 3 | 18 de novembro de 2020 | Cardiff City Stadium, Cardiff, País de Gales | Finlândia    | 2–0 | 3–1       | Liga das Nações da UEFA B de 2020–21        |
| 4 | 30 de março de 2021    | Cardiff City Stadium, Cardiff, País de Gales | Chéquia      | 1–0 | 1–0       | Eliminatórias da Copa do Mundo FIFA de 2022 |
| 5 | 8 de outubro de 2021   | Sinobo Stadium, Praga, Chéquia               | Chéquia      | 2–2 | 2–2       | Eliminatórias da Copa do Mundo FIFA de 2022 |

## Títulos
Swansea Sub-23
- Premier League 2 Division 2: 2016–17
- Copa da Premier League: 2016–17

Leeds United
- EFL Championship: 2024–25